# Brachycephalus didactylus
La rana dorada brasileña(Brachycephalus didactylus) es la segunda especie de anuro más pequeña del hemisferio sur, después de Paedophryne amauensis.
Habita en los bosques de los estados de Río de Janeiro y Espírito Santo, en Brasil. Los individuos adultos miden solo 9,8 milímetros de largo. Son difíciles de encontrar, dado su reducido tamaño, pero se cree que no están en peligro de extinción. Muchas tienen un hermoso color dorado, razón de su nombre.
Los anuros más pequeños del hemisferio norte son las especies cubanas Eleutherodactylus iberia, que llega a ser dos décimos de milímetro más pequeña, y la Eleutherodactylus limbatus, de la cual se han encontrado adultos maduros de solo 8,5 mm.